# Паоло Джентілоні
Паоло Джентілоні (італ. Paolo Gentiloni; нар. 22 листопада 1954, Рим) — італійський політик, журналіст, 57-й прем'єр-міністр Італії з 11 грудня 2016. Європейський комісар з економіки з 1 грудня 2019 в комісії фон дер Ляєн. Міністр закордонних справ Італії з жовтня 2014 до червня 2018.

## Біографія
Завершив навчання в політології. Професійно працював журналістом, у тому числі в La Nuova Ecologia. У 1993 році мер Рима Франческо Рутеллі довірив йому посаду свого прес-секретаря. Він організував різні виборчі кампанії, у 2001 році вперше був обраний до Палати депутатів від партії «Маргаритка: Демократія — це свобода». У 2006, 2008 і 2013 переобирався.
З 17 травня 2006 по 8 травня 2008 він був міністром з комунікацій в уряді Романо Проді. У 2007 році приєднався до Демократичної партії.
Перед виборами мера Рима у 2013, Джентілоні брав участь в праймеріз, але поступився однопартійцю Іньяціо Маріно, який став кандидатом від ДП.
31 жовтня 2014 року він став міністром закордонних справ у уряді Маттео Ренці.
11 грудня 2016 року він був призначений прем'єр-міністром Італії після відставки прем'єр-міністра Маттео Ренці. Наступного дня він оголосив список кандидатів у міністри. Також 12 грудня 2016 р. Члени його кабінету були приведені президентом, і в той же день він офіційно розпочав посаду прем'єр-міністра Італії.
24 березня 2018 року, майже через три тижні після парламентських виборів, Паоло Джентілоні оголосив про свою відставку. Зрештою, його кабінет працював до 1 червня 2018 року, коли після тривалих переговорів уряд Джузеппе Конте вступив на посаду.